# قرار مجلس الأمن التابع للأمم المتحدة رقم 1997
قرار مجلس الأمن التابع للأمم المتحدة رقم 1997، الذي تم تبنيه بالإجماع في 11 يوليو 2011، بعد التذكير بالقرارات 1590 (2005)، 1627 (2005)، 1663 (2006)، 1706 (2006)، 1709 (2006)، 1714 (2006)، 1755 ( 2007) و1812 (2008) و1870 (2009) و1919 (2010) و1978 (2011) بشأن الوضع في السودان، أذن المجلس بسحب بعثة الأمم المتحدة في السودان بحلول 31 أغسطس 2011.
تم تبني القرار وسط تحفظات من قبل بعض الدول بما في ذلك فرنسا وألمانيا والمملكة المتحدة والولايات المتحدة، على أن الصراع والتوتر بين السودان وجنوب السودان يستلزم بقاء عملية الأمم المتحدة في المنطقة.

## القرار

### أعمال
سمح القرار بانسحاب بعثة الأمم المتحدة في السودان اعتبارًا من 11 يوليو 2011، كما دعا الأمين العام بان كي مون لاستكمال انسحاب جميع أفراد البعثة بحلول 31 أغسطس 2011. وسينقل جميع الموظفين والمعدات من البعثة إلى قوة الأمم المتحدة الأمنية المؤقتة لأبيي وبعثة الأمم المتحدة في جمهورية جنوب السودان في «انتقال سلس».
وفي غضون ذلك، حث المجلس حكومة شمال السودان على احترام كافة جوانب اتفاق وضع القوات الموقع في ديسمبر 2005 وضمان حرية الحركة الكاملة لأفراد الأمم المتحدة ومعداتها. وأخيرًا، طُلب من الأمين العام أيضًا تقديم خيارات إلى مجلس الأمن بشأن الترتيبات الأمنية في ولايتي النيل الأزرق وجنوب كردفان.

## روابط خارجية
- نص القرار في undocs.org